# Pterolophia bicostata
Pterolophia bicostata là một loài bọ cánh cứng trong họ Cerambycidae.